# Ayudha katti
Ayudha katti (também escrito ayda katti ou aydha katti) é uma arma de guerra e ferramenta indígena das pessoas Kodava de Kodagu, no estado de Karnataka, Índia, e de Thiyyas, do Norte de Malabar. O ayudha katti é desenvolvido a partir de um implemento usado para cortar através da densa vegetação rasteira. Ao contrário da maioria das lâminas, a ayudha katti é usada sem uma bainha.

## Origem
A ayudha katti é a tradicional espada do Kodavas e Thiyyas do Norte de Malabar; os Thiyyas chamam à arma Kanna katti e foi um objecto de grande valor ritual e até mesmo sagrado para eles.  Os Kodavas habitam a região do Kodagu, no sudoeste da Índia, no que hoje é o estado de Karnataka. Os Kodavas têm vindo a residir na área há mais de 2 milénios, e têm dedicado ao cultivo de campos de arroz, à manutenção de gado e ao transporte de armas durante as guerras. A invenção do ayudha katti, provavelmente, foi iniciada por volta do século 17. Ela foi inventada como um implemento usado para cortar através de densa vegetação rasteira. A forma da lâmina é semelhante à arma turca yatagan e à sosun pattah do norte da Índia, o que indica que ela está relacionado com o antiga lâmina grega kopis.
Durante o período colonial, os britânico chamaram a região de "Coorgi", uma corrupção da palavra Canará de "kodaga" ou "kodagu", que significa "montanhosa, íngreme". A palavra refere-se à condição geográfica da região.
Os Kodavas eram conhecidos como duros guerreiros, criando várias guerras contra as nações vizinhas para proteger a soberania da sua terra mãe. Quando o Império Britânico interveio na região, em 1834, uma guerra entre os Kodavas e os britânico acabou por ocorrer. Em 1884, um motim eclodiu perto de Malappuram. Como resultado deste incidente, os britânicos puniram os Kodavas através da apreensão de armas, incluindo o pichangatti. Foi registrado que "17,295 armas foram apreendidas, das quais 7,503 eram armas de fogo"; estas armas foram confiscadas pela administração colonial britânica. A maioria dessas armas apreendidas foram despejadas no mar, enquanto a alta qualidade nos exemplares que ainda existem podem ser vistos no que é hoje o Museu Madras.